# Goniaspis scutellaris
Goniaspis scutellaris är en tvåvingeart som först beskrevs av Samuel Wendell Williston  1896.  Goniaspis scutellaris ingår i släktet Goniaspis och familjen fritflugor. Inga underarter finns listade i Catalogue of Life.